# Vitstrupig jakamar
Vitstrupig jakamar (Brachygalba albogularis) är en fågel i familjen jakamarer inom ordningen jakamar- och trögfåglar.

## Utbredning och systematik
Fågeln förekommer fläckvist i sydöstra Peru, norra Bolivia och sydvästra Amazonområdet i Brasilien. Den behandlas som monotypisk, det vill säga att den inte delas in i några underarter.

## Status
IUCN kategoriserar arten som livskraftig.